# Spekia coheni
Spekia coheni é uma espécie de gastrópode da família Thiaridae.
Pode ser encontrada nos seguintes países: Burundi e República Democrática do Congo.
Os seus habitats naturais são: lagos de água doce.
Está ameaçada por perda de habitat.